# Christoffer Nyqvist
Christoffer Lars Vitalis Nyqvist, född 7 mars 1999 i Stockholm, är en svensk komiker, programledare och skådespelare. Han medverkar bland annat i Tankesmedjan i P3 och Spotifys radioteater Stammis. Han har skrivit och medverkat i SVT-serien Skav.

## Biografi
Christoffer Nyqvist gick teaterlinjen på Södra Latins gymnasium 2015-2018 och studerade därefter filosofi och historia vid Stockholms universitet. 
Christoffer Nyqvists morfar var journalisten Lasse Persson. 
År 2020 var Christoffer Nyqvist nominerad till årets nykomling på Svenska standupgalan.
Julen 2022 skrev Christoffer Nyqvist en av Spotifys egna kalendrar, Christoffer feedbackar historien. I kalendern återbesökte Christoffer 24 historiska händelser, en varje dag mellan den 1 och 24 december, rustad med en rejäl dos konstruktiv kritik.
2024 hade Christoffer Nyqvists föreställning För all del premiär, med vilken han har turnerat runt Sverige vår och höst. Under sommaren var han en del av Commedy Carnivals turné tillsammans med flera av Sveriges främsta ståuppkomiker.
Säsongen 2024/2025 är Christoffer Nyqvist en av deltagarna i SVT:s frågesportprogram På spåret i lag med Anders Eldeman.